# Ridan paniculatum
Ridan paniculatum là một loài thực vật có hoa trong họ Cúc. Loài này được (Walter) Small miêu tả khoa học đầu tiên năm 1933.